# Женоненавистник (пьеса)
«Женоненавистник» — комедия древнегреческого драматурга Менандра (IV—III века до н. э.), во второй раз поставленная на сцене после смерти автора. От неё сохранилось только несколько фрагментов в виде цитат у других античных авторов. Предположительно заглавным героем является Симил: он недоволен своей богатой женой из-за её любви к роскоши и к религиозным обрядам, а она грозит ему судом (возможно, из-за того, что Симил пренебрегает домом ради обязанностей судьи). Больше о сюжете пьесы ничего не известно.